# Подберезский, Александр Вениаминович
Подбере́зский Александр Вениаминович (род. 2 июня 1953) — советский и российский художник, график. Заслуженный работник культуры Российской Федерации, член Союза художников России, член Международной ассоциации изобразительных искусств ЮНЕСКО. Автор герба Чудовского района и символа города Чудово, иллюстраций к книгам В. Шварца и рассказам В. Хороса, обложки и глав к книге Э. Ольховского.

## Биография
Родился 2 июня 1953 года в городе Чудово, Новгородской области.
В 1975 году окончил художественно-графический факультет Ленинградского педагогического института им. Герцена по специальности «учитель рисования, черчения и труда».
С 1982 года по настоящее время — преподаватель Чудовской детской школы искусств им. В. С. Серовой.
Наставник и первый педагог известных художников: Алексея Андреева, Елены Гутман, Романа Смородина (студия «Мельница») и др.
В 2024 году награждён благодарностью Президента Российской Федерации за заслуги в области культуры и многолетнюю плодотворную работу.